# III liga opolska mężczyzn w siatkówce (2017/2018)
III liga opolska mężczyzn w siatkówce (2017/2018) – czwarta w hierarchii po PLS, I lidze i II lidze męskich ligowych rozgrywek siatkarskich w Polsce. Rywalizacja toczyła się systemem ligowym wraz z play-offami, o awans do II ligi. W rozgrywkach brało udział 6 zespołów z województwa opolskiego. Sezon ligowy rozpoczął się 14 października 2017 roku, a ostatnie mecze zostały rozegrane 17 marca 2018 roku. Za prowadzenie ligi odpowiada Opolski Związek Piłki Siatkowej.

## System rozgrywek
W sezonie 2017/2018 III ligi opolskiej występowało 6 zespołów z województwa opolskiego. Zespoły rozegrały ze sobą dwie rundy (u siebie i na wyjeździe). Zespoły, które zajęły cztery pierwsze miejsca zagrały w systemie play-off o miejsca 1-4. Drużyny, które zajmą 1 i 2 miejsce po rundzie play-off uzyskały prawo gry w barażach o II ligę.

## Drużyny uczestniczące
| Skrót | Drużyna                  |
| ----- | ------------------------ |
| GŁO   | SPS Głogówek             |
| GŁU   | KS Miraż Głubczyce       |
| KED   | MMKS Kędzierzyn-Koźle    |
| NAM   | NKS Start Namysłów       |
| PRU   | SPS Prudnik              |
| ZDZ   | LUKS Azymek Zdzieszowice |

## Rozgrywki

### Faza zasadnicza

#### Tabela
| Lp. | Drużyna                  | Mecze | Pkt | Sety  | Małe punkty |
| --- | ------------------------ | ----- | --- | ----- | ----------- |
| 1   | MMKS Kędzierzyn-Koźle    | 10    | 26  | 29:9  | 881-717     |
| 2   | NKS Start Namysłów       | 10    | 21  | 25:14 | 873-703     |
| 3   | SPS Głogówek             | 10    | 17  | 22:17 | 859-737     |
| 4   | SPS Prudnik              | 10    | 16  | 20:19 | 795-846     |
| 5   | LUKS Azymek Zdzieszowice | 10    | 10  | 14:22 | 785-768     |
| 6   | KS Miraż Głubczyce       | 10    | 0   | 1:30  | 226-771     |

| Legenda:       |
| play-off (1-4) |
| play-off (5-6) |

Źródło: Tabela III ligi opolskiej (2017/2018)
Punktacja: 3:0 i 3:1 – 3 pkt; 3:2 – 2 pkt; 2:3 – 1 pkt; 1:3 i 0:3 – 0 pkt
Zasady ustalania kolejności: 1. liczba punktów; 2. stosunek setów; 3. stosunek małych punktów; 4. bilans w bezpośrednich meczach

#### Tabela wyników
| Lp. | Gospodarz \ Gość1        | PRU | NAM | ZDZ | GŁO | KED | GŁU |
| --- | ------------------------ | --- | --- | --- | --- | --- | --- |
| 1   | SPS Prudnik              |     | 1:3 | 3:0 | 2:3 | 3:2 | 3:1 |
| 2   | NKS Start Namysłów       | 3:2 |     | 3:0 | 3:2 | 0:3 | 3:0 |
| 3   | LUKS Azymek Zdzieszowice | 1:3 | 1:3 |     | 0:3 | 2:3 | 3:0 |
| 4   | SPS Głogówek             | 3:0 | 2:3 | 1:3 |     | 2:3 | 3:0 |
| 5   | MMKS Kędzierzyn-Koźle    | 3:0 | 3:1 | 3:1 | 3:0 |     | 3:0 |
| 6   | KS Miraż Głubczyce       | 0:3 | 0:3 | 0:3 | 0:3 | 0:3 |     |

Źródło: Wyniki III ligi opolskiej (2017/2018)
1 Drużyna gospodarzy jest wymieniona po lewej stronie tabeli.

#### Wyniki spotkań
| 2017-10-14 | NKS START Namysłów       | 3:2 | SPS Prudnik           | 25:23 19:25 18:25 25:16 15:10 |
| 2017-10-14 | LUKS Azymek Zdzieszowice | 3:0 | KS Miraż Głubczyce    | 25:20 25:18 25:19             |
| 2017-10-14 | SPS Głogówek             | 2:3 | MMKS Kędzierzyn-Koźle | 26:24 25:15 18:25 18:25 14:16 |

| 2017-10-28 | SPS Prudnik        | 3:2 | MMKS Kędzierzyn-Koźle    | 25:19 21:25 25:22 24:26 15:8 |
| 2017-10-28 | KS Miraż Głubczyce | 0:3 | SPS Głogówek             | 16:25 17:25 18:25            |
| 2017-10-28 | NKS Start Namysłów | 3:0 | LUKS Azymek Zdzieszowice | 25:20 25:22 25:22            |

| 2017-11-04 | LUKS Azymek Zdzieszowice | 1:3 | SPS Prudnik        | 23:25 15:25 25:20 19:25       |
| 2017-11-04 | SPS Głogówek             | 2:3 | NKS Start Namysłów | 21:25 25:23 25:22 18:25 13:15 |
| 2017-11-04 | MMKS Kędzierzyn-Koźle    | 3:0 | KS Miraż Głubczyce | 25:19 25:13 25:15             |

| 2017-11-18 | SPS Prudnik              | 3:1 | KS Miraż Głubczyce | 21:25 25:12 25:17 25:17 |
| 2017-11-18 | MMKS Kędzierzyn-Koźle    | 3:1 | NKS Start Namysłów | 25:16 20:25 25:19 25:22 |
| 2017-11-18 | LUKS Azymek Zdzieszowice | 0:3 | SPS Głogówek       | 26:28 15:25 16:25       |

| 2017-12-02 | SPS Głogówek          | 3:0 | SPS Prudnik              | 25:21 25:16 25:14       |
| 2017-12-02 | MMKS Kędzierzyn-Koźle | 3:1 | LUKS Azymek Zdzieszowice | 28:26 17:25 25:23 25:21 |
| 2017-12-02 | KS Miraż Głubczyce    | 0:3 | NKS Start Namysłów       | 0:25 0:25 0:25          |

| 2017-12-16 | SPS Prudnik           | 1:3 | NKS Start Namysłów       | 25:23 15:25 24:26 21:25 |
| 2017-12-16 | KS Miraż Głubczyce    | 0:3 | LUKS Azymek Zdzieszowice | 0:25 0:25 0:25          |
| 2017-12-16 | MMKS Kędzierzyn-Koźle | 3:0 | SPS Głogówek             | 25:21 25:20 25:19       |

| 2018-02-10 | MMKS Kędzierzyn-Koźle    | 3:0 | SPS Prudnik        | 25:20 25:20 25:16       |
| 2018-02-10 | SPS Głogówek             | 3:0 | KS Miraż Głubczyce | 25:0 25:0 25:0          |
| 2018-02-10 | LUKS Azymek Zdzieszowice | 1:3 | NKS Start Namysłów | 23:25 25:18 16:25 23:25 |

| 2018-02-24 | SPS Prudnik        | 3:0 | LUKS Azymek Zdzieszowice | 25:11 25:22 25:23            |
| 2018-02-24 | NKS Start Namysłów | 3:2 | SPS Głogówek             | 25:18 22:25 25:19 15:25 15:9 |
| 2018-02-24 | KS Miraż Głubczyce | 0:3 | MMKS Kędzierzyn-Koźle    | 0:25 0:25 0:25               |

| 2018-03-03 | KS Miraż Głubczyce | 0:3 | SPS Prudnik              | 0:25 0:25 0:25          |
| 2018-03-03 | NKS Start Namysłów | 0:3 | MMKS Kędzierzyn-Koźle    | 19:25 19:25 22:25       |
| 2018-03-03 | SPS Głogówek       | 1:3 | LUKS Azymek Zdzieszowice | 19:25 25:13 23:25 22:25 |

| 2018-03-22 | SPS Prudnik              | 2:3 | SPS Głogówek          | 25:19 16:25 25:20 15:25 17:19 |
| 2018-03-22 | LUKS Azymek Zdzieszowice | 2:3 | MMKS Kędzierzyn-Koźle | 25:19 20:25 27:25 19:25 15:17 |
| 2018-03-22 | NKS Start Namysłów       | 3:0 | KS Miraż Głubczyce    | 25:0 25:0 25:0                |

## Play-off

### Półfinał A
| Data       | Gospodarz             | Wynik | Gość                  | Sety                          |
| ---------- | --------------------- | ----- | --------------------- | ----------------------------- |
| 26.03.2018 | SPS Prudnik           | 1:3   | MMKS Kędzierzyn-Koźle | 25:22 16:25 30:32 32:34       |
| 31.03.2018 | MMKS Kędzierzyn-Koźle | 3:2   | SPS Prudnik           | 25:23 20:25 25:20 22:25 15:13 |

### Półfinał B
| Data       | Gospodarz          | Wynik | Gość               | Sety                    |
| ---------- | ------------------ | ----- | ------------------ | ----------------------- |
| 24.03.2018 | SPS Głogówek       | 1:3   | NKS Start Namysłów | 13:25 25:21 20:25 22:25 |
| 31.03.2018 | NKS Start Namysłów | 3:0   | SPS Głogówek       | 25:17 25:18 25:23       |

### O 3-4 miejsce
| Data       | Gospodarz   | Wynik | Gość         | Sety                          |
| ---------- | ----------- | ----- | ------------ | ----------------------------- |
| 15.04.2018 | SPS Prudnik | 3:2   | SPS Głogówek | 25:23 22:25 31:33 25:16 20:18 |

### O 1-2 miejsce
| Data       | Gospodarz             | Wynik | Gość               | Sety                          |
| ---------- | --------------------- | ----- | ------------------ | ----------------------------- |
| 15.04.2018 | MMKS Kędzierzyn-Koźle | 3:2   | NKS Start Namysłów | 18:25 26:24 18:25 25:23 17:15 |